# Christian Ludwig Brehm
Christian Ludwig Brehm, nemški duhovnik in ornitolog, * 24. januar 1787, Gotha, † 23. junij 1864, Renthendorf.
Študiral je na Univerzi v Jeni. Leta 1813 je postal duhovnik v Renthendorfu, vasi slabih 100 km južno od Leipziga, kjer je živel do svoje smrti. Bil je plodovit pisec, med njegovimi bolj znanimi deli sta knjiga Beitrage zur Vogelkunde (1820-22), v kateri je podrobno opisal 104 vrste nemških ptic, in Handbuch der Naturgeschichte aller Vogel Deutschlands (1831).
V času svojega službovanja je nakopičil zbirko 15.000 ptičjih kož, ki jih je kasneje ponudil berlinskemu prirodoslovnemu muzeju, a pogovori o prodaji niso bili uspešni. Zato so po njegovi smrti ostale na podstrešju njegove hiše, dokler jih ni nekaj let kasneje odkril Otto Kleinschmidt in prepričal Walterja Rothschilda, da jih kupi. Zbirka je postala del Rothschildovega muzeja v Tringu leta 1900.
Njegov sin je bil Alfred Brehm, znani nemški zoolog in pisec.

## Dela
- Beiträge zur Vögelkunde 3 Bde, ab Bd. 3 in ollaboration with W. Schilling. - Neustadt a. Orla 1820-1822.
- Lehrbuch der Naturgeschichte aller europäischen Vögel, 2 Bde. - Jena 1823-1824
- Ornis oder das neueste und Wichtigste der Vögelkunde - Jena 1824-1827, prva ornitološka revija.
- Handbuch der Naturgeschichte alle Vögel Deutschlands - Ilmenau 1831.
- Handbuch für den Liebhaber der Stuben-, Haus- und aller der Zähmung werthen Vögel - Ilmenau 1832.
- Der Vogelfang - Leipzig 1836.
- Der vollständige Vogelfang - Weimar 1855.
- Die Kunst, Vögel als Bälge zu bereiten - Weimar 1842.
- Die Wartung, Pflege und Fortpflanzung der Canarienvögel - Weimar 1855, 2. Aufl. Weimar 1865, 3. Aufl. Weimar 1872, 4. Auflage Weimar 1883, 5. Aufl. Weimar 1893.
- Die Naturgeschichte und Zucht der Tauben - Weimar 1857.
- E. Baldamus, C.L. Brehm, John Wilhelm von Müller & J.F. Naumann: Verzeichnis der Vögel Europa's. als Tausch-Catalog eingerichtet. - Stuttgart 1852
- C.L. Brehm: Monographie der Papageien oder vollständige Naturgeschichte aller bis jetzt bekannten Papageien mit getreuen und ausgemalten Abbildungen, im Vereine mit anderen Naturforscher herausgegeben von C.L. Brehm. - Jena & Pariz 1842-1855